# Adam Shankman
Adam Michael Shankman (Los Angeles, 1964. november 27. –) amerikai filmrendező, producer, táncos, író, színész és koreográfus.

## Élete
Shankman Los Angelesben született egy felső-középosztálybeli zsidó családban. Nővére, Jennifer akkor született, amikor Shankman négyéves volt. A Palisades High Schoolba járt, mielőtt a Juilliard Schoolba került volna.

## Jótékonysági tevékenysége
Shankman számos jótékonysági és politikai alapítványnak adományozott időt és pénzt. Aktívan támogatja a jótékonysági tevékenységeket élő rendezvények és gálák szervezésével, a közösségi média felhasználásával, PSA-kban való részvétellel, beszédekkel és személyes megjelenésekkel. Ezek közé a jótékonysági szervezetek közé tartozik a Los Angeles-i AIDS Projekt, a Mountains AIDS Alapítvány, a Feeding America, az Elizabeth Taylor AIDS Alapítvány, a Point Alapítvány, a GO kampány, a Speciális Olimpia és a Motion Picture and Television Fund. Tanít és mentorál diákokat a Ghetto Film School számára, és fellépett az Operation Smile rendezvényein.
Shankman tagja a The Trevor Project igazgatótanácsának, és barátjával, Nigel Lythgoe-val közösen alapította a DizzyFeet Alapítványt. Ezt 2009-ben alapították azzal a céllal, hogy támogassa, javítsa és növelje a táncoktatáshoz való hozzáférést az Egyesült Államokban azáltal, hogy támogatásokat nyújt az alacsony jövedelmű területeken működő iskolán kívüli tánc- és művészeti programokban, valamint ösztöndíjakat adományoz a tehetséges táncosoknak országszerte. Az alapítvány a Nemzeti Tánc Napjának legnagyobb támogatója és ötletgazdája, minden júliusban különböző rendezvényeket szervez szerte az Egyesült Államokban.

## Magánélete
Shankman nyilvánosan bejelentette, hogy meleg.
Ő celebrálta Freddie Prinze Jr. és Sarah Michelle Gellar színészek esküvőjét, akikkel jó barátságban volt, és akikkel együtt dolgozott a Buffy, a vámpírok réme koreográfiája során. A Buffy-munkát Gellar ajánlásával kapta meg a sorozat alkotója, Joss Whedon személyében.
Shankman 1990-ben táncolt az Oscar-gála közvetítésében, és pontosan 20 évvel később a 82. Oscar-gála producere és koreográfusa volt. Az 1990-es Oscar-gálán Shankman a "Under the Sea" című számban táncolt, ahol megismerkedett legjobb barátjával (aki ugyanebben a műsorban táncolt), Anne Fletcher rendezővel és koreográfussal.

## Filmográfia

### Film
| Év   | Magyar cím               | Eredeti cím             | Feladatkör | Feladatkör |
| Év   | Magyar cím               | Eredeti cím             | Rendező    | Producer   |
| ---- | ------------------------ | ----------------------- | ---------- | ---------- |
| 2001 | Szeretném, ha szeretnél  | The Wedding Planner     | Igen       | Nem        |
| 2002 | Séta a múltba            | A Walk to Remember      | Igen       | Nem        |
| 2003 | Több a sokknál           | Bringing Down the House | Igen       | Nem        |
| 2005 | Gorillabácsi             | The Pacifier            | Igen       | Vezető     |
| 2005 | Tucatjával olcsóbb 2.    | Cheaper by the Dozen 2  | Igen       | Vezető     |
| 2006 | Step Up                  | Step Up                 | Nem        | Igen       |
| 2007 | Megérzés                 | Premonition             | Nem        | Igen       |
| 2007 | Hajlakk                  | Hairspray               | Igen       | Vezető     |
| 2008 | Streetdance – Step Up 2. | Step Up 2: The Streets  | Nem        | Igen       |
| 2008 | Esti mesék               | Bedtime Stories         | Igen       | Vezető     |
| 2009 | Megint 17                | 17 Again                | Nem        | Igen       |
| 2010 | Az utolsó dal            | The Last Song           | Nem        | Igen       |
| 2010 | Step Up 3D               | Step Up 3D              | Nem        | Igen       |
| 2010 | Hétmérföldes szerelem    | Going the Distance      | Nem        | Igen       |
| 2012 | Mindörökké Rock          | Rock of Ages            | Igen       | Vezető     |
| 2012 | Step Up 4. – Forradalom  | Step Up Revolution      | Nem        | Igen       |
| 2014 | Step Up: All In          | Step Up: All In         | Nem        | Igen       |
| 2018 |                          | Status Update           | Nem        | Igen       |
| 2019 | Mi kell a férfinak?      | What Men Want           | Igen       | Nem        |
| 2019 | Miután                   | After                   | Nem        | Vezető     |
| 2019 |                          | Step Up China           | Nem        | Igen       |
| 2022 | Hókusz pókusz 2.         | Hocus Pocus 2           | Nem        | Vezető     |
| 2022 | Bűbáj 2. – Kiábrándulva  | Disenchanted            | Igen       | Nem        |

### Televízió
| Év        | Magyar cím              | Eredeti cím                                   | Feladatkör | Feladatkör | Megjegyzések                                     |
| Év        | Magyar cím              | Eredeti cím                                   | Rendező    | Producer   | Megjegyzések                                     |
| --------- | ----------------------- | --------------------------------------------- | ---------- | ---------- | ------------------------------------------------ |
| 2002      | Monk – A flúgos nyomozó | Monk                                          | Igen       | Nem        | 1 epizód: Mr. Monk és a földrengés               |
| 2003      |                         | Splitsville                                   | Igen       | Nem        | tévéfilm                                         |
| 2004      |                         | Mystery Girl                                  | Igen       | Nem        | rövidfilm                                        |
| 2006      |                         | Worst Week of My Life                         | Igen       | Nem        | próbaepizód                                      |
| 2009      |                         | Carrie Underwood: An All-Star Holiday Special | Igen       | Vezető     | különkiadás                                      |
| 2010      | 82. Oscar-gála          | 82nd Academy Awards                           | Nem        | Igen       | különkiadás                                      |
| 2010–2011 | Glee – Sztárok leszünk! | Glee                                          | Igen       | Nem        | 2 epizód: The Rocky Horror Glee Show Pot o' Gold |
| 2011      | Modern család           | Modern Family                                 | Igen       | Nem        | 1 epizód: Az alma és a fája                      |
| 2018–2022 |                         | Step Up                                       | Igen       | Vezető     | próbaepizód                                      |
| 2020      | AJ és a királynő        | AJ and the Queen                              | Igen       | Nem        | 1 epizód                                         |
| 2023      | Gyilkos a házban        | Only Murders in the Building                  | Igen       | Nem        | 2 epizód                                         |

## Fordítás
- Ez a szócikk részben vagy egészben  az   Adam Shankman című angol Wikipédia-szócikk fordításán alapul.  Az eredeti cikk szerkesztőit annak laptörténete sorolja fel. Ez a jelzés csupán a megfogalmazás eredetét és a szerzői jogokat jelzi, nem szolgál a cikkben szereplő információk forrásmegjelöléseként.